# Riipilä
Riipilä (en suédois : Ripuby, est un quartier de Vantaa en Finlande,.

## Présentation
Riipilä est un quartier du district de Kivistö.
Il est situé dans la partie nord d'ouest Vantaa de part et d'autre de la Riipiläntie, au nord du coude du Vantaanjoki, et s'étend jusqu'aux frontières des municipalités de Nurmijärvi et de Tuusula.
Riipilä est le quartier le plus au nord de Vantaa.
Ses quartiers voisins sont Luhtaanmäki, Seutula et Kiila.
Riipilä est une zone résidentielle peu peuplée et rurale.